# Converse

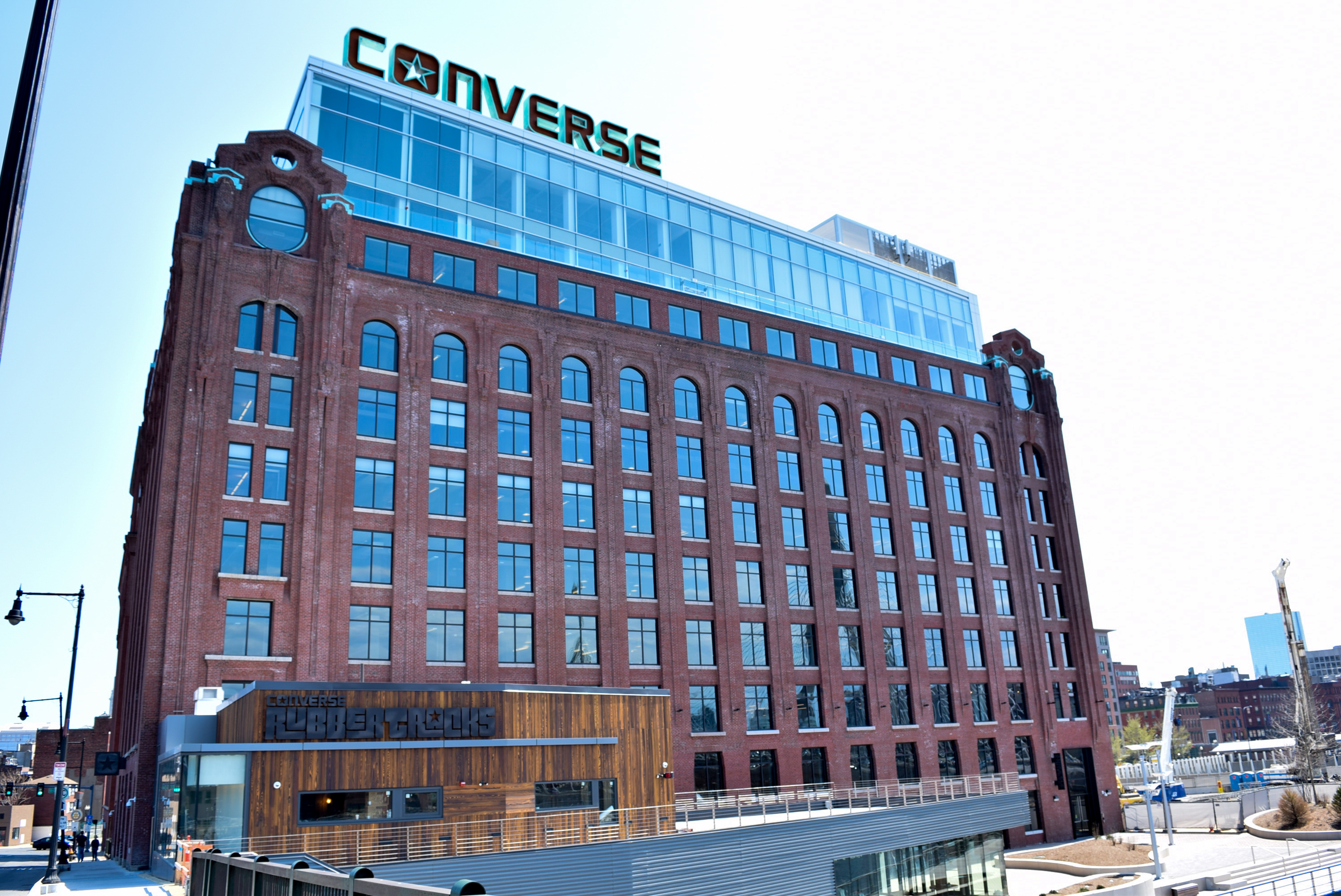
Sede de Converse en Boston, Massachusetts en los Estados Unidos.

Converse es una compañía estadounidense de ropa y calzado fundada durante la década de 1900. Desde 2003 es subsidiaria de Nike.

## Historia

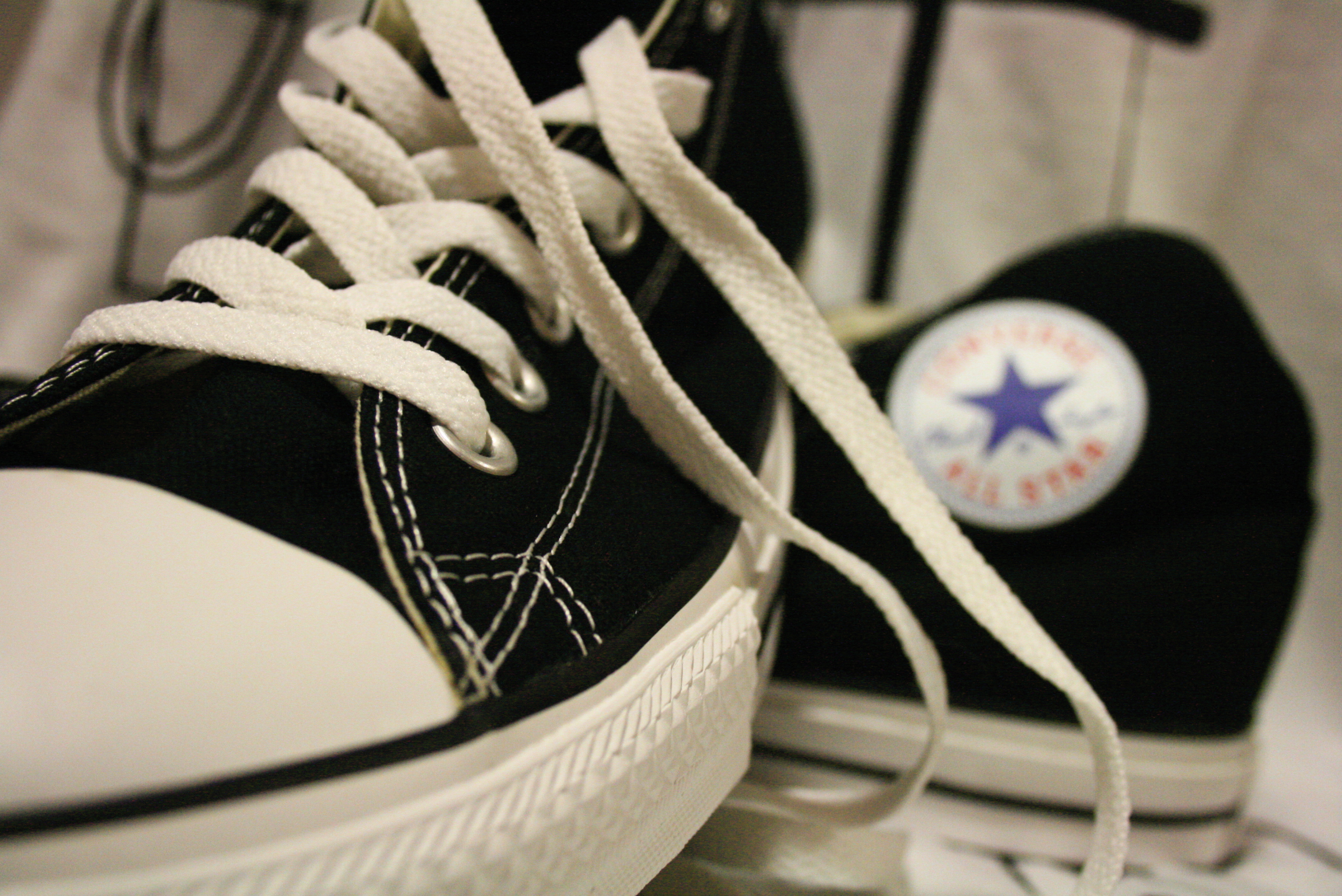
Calzado Converse All Star corte clásico (Color Negro).

### Los Inicios
Marquis Mills Converse, administrador de una fábrica de calzado, abrió su propia compañìa Converse Rubber Shoe en febrero de 1908 en Malden, Massachusetts. La misma producía calzado de invierno con suela de caucho, desde 1915 comenzó a fabricar calzado deportivo. El despegue comercial, sin embargo, comenzó en 1917 cuando se introdujeron las zapatillas Converse All-Star, que incluían lona, lo cual las hacía menos resistentes y adecuadas para el baloncesto, deporte que los adoptó como sus zapatos oficiales En 1923, un jugador de baloncesto llamado Charles H. "Chuck" Taylor señaló su preferencia por estos zapatos deportivos, por lo cual fue contratado por la compañía como vendedor y representante comercial. Taylor comenzó a promocionar los zapatos en los Estados Unidos (los hizo hasta su muerte en 1969), y en 1932 se agregó su firma al parche All-Star en las zapatillas clásicas, las cuales, a partir de ese momento, serían conocidas como Chuck Taylor All Star Converse. Converse también personalizó los zapatos para New York Renaissance (los "Rens"), el primer equipo de baloncesto profesional totalmente afrodescendiente.

### Consolidación en el terreno profesional
Cuando se profesionaliza la NBA, las exigencias de los equipos aumentaron y Converse tuvo que dejar su clásico color blanco y negro para adaptarse a las nuevas épocas y aportar los diseños coloridos y vistosos que las franquicias profesionales requerían. Incluso tuvieron que aumentar los materiales e introdujeron el vinil y la piel en aras de su supervivencia como marca y seguir siendo los preferidos de Norteamérica.
Con el lanzamiento de nuevas líneas como la Jack Purcell y la Heritage, Converse dominó el mercado en los años 60 y 70.

### Competencia y actualidad
La aparición de Nike, Reebok y Adidas en los Estados Unidos representó una competencia para la cual la compañía no estaba preparada. El 8 de julio de 2003 la empresa aceptó la oferta de $305 millones que Nike le ofreció por lo tanto se convirtió en una de sus subsidiarias. De esta forma, la marca trasladó sus operaciones de fabricación a algunas fábricas en el continente asiático, pero continuó con el espíritu que la caracteriza de ser única, e incluso sus ediciones especiales que también son por un tiempo limitado las cuales ya no se vuelven a producir.